# Papilio macilentus
Papilio macilentus (лат.) — дневная бабочка из семейства парусников (Papilionidae).

## Описание
Бабочки крупных размеров, с темной окраской крыльев. Размах крыльев 73—120 мм. Хорошо выражен половой диморфизм: самцы тёмные, а самки в целом окрашены несколько светлее. Передние крылья у обоих полов узкие и вытянутые. Задние крылья на нижней стороне чёрные с продолговатым светло-кремовым пятном. В анальном углу имеется овальное красное пятно с черным центром (у самцов). Хвостики на задних крыльях относительно широкие и длинные, слегка изогнутые внутрь.

## Ареал
Япония, Корея, Восточный и Юго-Восточный Китай.

## Биология
Развивается в двух поколениях за год. Время лёта: апрель—июнь и июль—август. Кормовые растения гусениц — Orixa japonica, Poncirus trifoliata, Ruta graveolens, Zanthoxylum ailanthoides, Zanthoxylum piperitum, Zanthoxylum schinifolium (Rutaceae).